# Вальтер Шрот
Вальтер Шрот (нім. Walther Schroth; нар. 3 червня 1882, Глюмбовіц, Сілезія — пом. 6 жовтня 1944, Вісбаден) — німецький воєначальник часів Третього Рейху, генерал від інфантерії Вермахту (1938). Кавалер Лицарського хреста Залізного хреста (1941). Учасник Першої та Другої світових війн.

## Біографія
Вальтер Шрот народився 3 червня 1882 року у містечку Глюмбовіц у прусській провінції Сілезія.
Військова кар'єра
- 27 лютого 1902 — фанен-юнкер
- 18 серпня 1903 — лейтенант
- 18 серпня 1911 — оберлейтенант
- 8 листопада 1914 — гауптман
- 1 березня 1924 — майор
- 1 лютого 1929 — оберстлейтенант
- 1 жовтня 1931 — оберст
- 1 серпня 1934 — генерал-майор
- 1 квітня 1936 — генерал-лейтенант
- 1 лютого 1938 — генерал від інфантерії

27 лютого 1902 року зарахований фанен-юнкером до прусської армії, 18 серпня 1903 р. присвоєне звання лейтенант та прибув для проходження служби до 46-го піхотного полку «Граф Кірхбах». За час Першої світової війни бився на фронті, за що був нагороджений низкою орденів та медалей німецьких держав.
Після капітуляції Німеччини у війні, залишився в лавах Рейхсверу. Проходив службу на різних штабних та командних посадах. 1 жовтня 1933 призначений начальником піхотної школи в Доберіці. 1 серпня 1934 року присвоєне військове звання генерал-майор.
З 1 жовтня 1935 року змінив на посаді командира 1-ї піхотної дивізії генерал-майора Г. фон Кюхлера, що дислокувалася в Кенігсберзі. З 4 лютого 1938 року командир XII-го армійського корпусу, брав участь у німецькій окупації Чехословаччини.
З 22 червня 1941 року 12-й корпус генерала Шрота брав активну участь у початковому етапі німецького вторгнення до Радянського Союзу, у боях за Берестейську фортецю, в Західній Білорусі, на Смоленському напрямку. Під час наступу на Москву війська Шрота брали участь в оточенні радянських військ під Вязьмою.
Після зимової кампанії 1941—1942 року призначений командувачем 4-го військового округу зі штабом у Дрездені, з 1 травня 1943 — командувач 12-го військового округу у Вісбадені.
6 жовтня 1944 року генерал від інфантерії В. Шрот загинув в автомобільній катастрофі у Вісбадені.

## Нагороди
- Залізний хрест 2-го і 1-го класу
- Князівський орден дому Гогенцоллернів, почесний хрест 3-го класу з мечами
- Королівський орден дому Гогенцоллернів, лицарський хрест з мечами
- Орден «За заслуги» (Баварія) 4-го класу з мечами
- Орден Альберта (Саксонія)
  - лицарський хрест 1-го класу з мечами
  - офіцерський хрест з мечами
- Орден Фрідріха (Вюртемберг), лицарський хрест з мечами
- Ганзейський Хрест (Гамбург)
- Почесний хрест ветерана війни з мечами
- Медаль «За вислугу років у Вермахті» 4-го, 3-го, 2-го і 1-го класу (25 років)
- Медаль «У пам'ять 1 жовтня 1938»
- Застібка до Залізного хреста 2-го і 1-го класу
- Лицарський хрест Залізного хреста (9 липня 1941)
- Штурмовий піхотний знак в сріблі
- Медаль «За зимову кампанію на Сході 1941/42»